# Gemünden (Felda)
Gemünden (Felda) är en kommun i Vogelsbergkreis i Regierungsbezirk Gießen i förbundslandet Hessen i Tyskland. 
Kommunen bildades 31 december 1971 genom en sammanslagning av de tidigare kommunerna Burg-Gemünden, Ehringshausen, Elpenrod, Hainbach, Nieder-Gemünden, Otterbach och Rülfenrod.